# Juanita Moore
Juanita Moore (19 de outubro de 1914 – 1º de janeiro de 2014) foi uma atriz americana de cinema, televisão e teatro.
Ela foi a quinta pessoa negra a ser indicada ao Oscar em qualquer categoria, e a terceira na categoria Atriz Coadjuvante, numa época em que apenas uma atriz negra, Hattie McDaniel em Gone with the Wind (1939), ganhou um Oscar.
Seu papel mais famoso foi como Annie Johnson no filme Imitação da Vida (1959).

## Início da vida e carreira
Juanita Moore nasceu em Greenwood, Mississippi, filha de Ella (nascida Dunn) e Harrison Moore. Ela tinha sete irmãos (seis irmãs e um irmão). Sua família mudou-se na Grande Migração para Los Angeles, onde ela foi criada. Moore se apresentou pela primeira vez como dançarina, parte de um coro no Cotton Club, antes de se tornar figurante de um filme enquanto trabalhava no teatro.
Moore foi a vice-presidente dos Original Cambridge Players, que levou uma produção de Los Angeles de The Amen Corner para a Broadway no Ethel Barrymore Theatre em abril de 1965. Ela era amiga de Marlon Brando e James Baldwin. Foi Moore quem pediu a Brando que emprestasse os fundos (US$ 75) para Baldwin escrever a peça.
Depois de fazer sua estreia no cinema em Double Deal (1939), Moore teve vários pequenos papéis e papéis coadjuvantes em filmes no final dos anos 1930 e 1950.

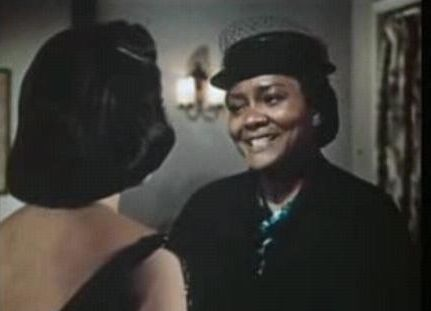
Moore como Annie Johnson em Imitação da Vida (1959)

A atuação de Moore no remake de Imitação da Vida (1959) como a governanta negra Annie Johnson, cuja filha Sarah Jane (Susan Kohner) se passa por branca, lhe rendeu uma indicação ao Oscar de melhor atriz coadjuvante. Ela também foi indicada ao Globo de Ouro de Melhor Atriz Coadjuvante em um Filme pelo papel. Quando as duas versões de Imitação da Vida foram lançadas juntas em DVD (o filme anterior foi lançado em 1934), um dos bônus foi uma nova entrevista com Moore.
Moore continuou a atuar no cinema e na TV, com um papel em Disney's The Kid (2000), e papéis especiais em Dragnet, Adam-12, Marcus Welby, M.D., ER e Judging Amy.
Em 23 de abril de 2010, uma nova impressão de Imitação da Vida (1959) foi exibida no Turner Classic Movies Film Festival em Los Angeles. Tanto Moore quanto a co-estrela Kohner compareceram. Após a exibição, as duas mulheres subiram ao palco para uma sessão de perguntas e respostas organizada por Robert Osborne, do TCM. Moore e Kohner foram aplaudidos de pé.

## Vida pessoal
Moore foi casado por 50 anos com Charles Burris, que morreu em 2001. Ele era motorista de ônibus de Los Angeles e eles se conheceram quando ela saiu na frente do ônibus que se aproximava. Ela e Burris se casaram algumas semanas depois.
Seu neto é o ator/produtor Kirk E. Kelleykahn, que é CEO/Presidente da "Cambridge Players – Next Generation", uma trupe de teatro cujos membros fundadores incluíam Moore.

### Morte
Moore morreu em sua casa em Los Angeles em 1º de janeiro de 2014, aos 99 anos, de causas naturais. Ela está enterrada no Inglewood Park Cemetery.

## Filmografia parcial
- Double Deal (1939) como Patrona da Boate (sem créditos)
- Belle Starr (1941) como Escrava libertada vestida (sem créditos)
- Broken Strings (1942) como Patrona da Boate (sem créditos)
- Star Spangled Rhythm (1942) como Dançarina (sem créditos)
- Cabin in the Sky (1943) como Patrona da Boate / Frequentadora da igreja (sem créditos)
- Pinky (1949) como Enfermeira (sem créditos)
- Tarzan's Peril (1951) como Mulher Nativa (sem créditos)
- No Questions Asked (1951) como Empregada doméstica no salão (sem créditos)
- Skirts Ahoy! (1952) como Membro da Equipe Black Drill (sem créditos)
- Lydia Bailey (1952) como Marie (sem créditos)
- Affair in Trinidad (1952) como Dominique
- The Iron Mistress (1952) como Juanita – Empregada de Judalon (sem créditos)
- The Royal African Rifles (1953) como Mulher idosa
- Witness to Murder (1954) como Paciente Mental
- The Gambler from Natchez (1954) como Empregada de Yvette (sem créditos)
- Women's Prison (1955) como Polyclinic 'Polly' Jones
- Lord of the Jungle (1955) como Esposa de Molu (sem créditos)
- Not as a Stranger (1955) como Sra. Clara Bassett (sem créditos)
- Ransom! (1956) como Shirley Lorraine
- The Opposite Sex (1956) como Atendente de banheiro (sem créditos)
- The Girl Can't Help It (1956) como Hilda
- Something of Value (1957) como Mulher Tribal (sem créditos)
- Band of Angels (1957) como Budge (sem créditos)
- The Helen Morgan Story (1957) como Lucey – Empregada nos bastidores (sem créditos)
- Bombers B-52 (1957) como Clarissa (sem créditos)
- The Green-Eyed Blonde (1957) como Miss Randall (sem créditos)
- Imitation of Life (1959) como Annie Johnson
- Tammy Tell Me True (1961) como Della
- Walk on the Wild Side (1962) como Mama
- A Child Is Waiting (1963) como Mãe de Julius (sem créditos)
- Papa's Delicate Condition (1963) como Ellie
- The Singing Nun (1966) como Irmã Mary
- Rosie! (1967) como Enfermeira
- Gentle Ben (1967) como Mama Jolie
- Uptight (1968) como Mama Wells
- Angelitos negros (1970) como Nana Mercé
- Skin Game (1971) como Viney (escrava Calloway)
- The Mack (1973) como Mãe – Sra. Mickens
- Fox Style (1973) como Hattie Fox
- Thomasine & Bushrod (1974) como Pecolia
- The Get-Man (1974)
- Abby (1974) como Miranda 'Momma' Potter
- Joey (1975)
- Fugitive Lovers (1975) como Deputada Griffith
- Everybody Rides the Carousel (1975) como Estágio 8 (voz)
- Paternity (1981) como Celia
- O'Hara's Wife (1982) como Ethel
- And They're Off (1982) como Sadie Johnson
- Two Moon Junction (1988) como Delilah
- The Sterling Chase (1999) como Vovó Jones (voz)
- Disney's The Kid (2000) como Avó de Kenny – Voz